# Travolta Waterhouse
Travolta Paparino Waterhouse (* 19. September 1978 in Falealili-Taufusi) ist ein ehemaliger samoanischer Judoka.

## Erfolge
Er trat bei den Olympischen Sommerspielen 2000 in Sydney an. Bei den Judowettbewerben bis 73 kg kämpfte er zuerst gegen den späteren Gewinner Giuseppe Maddaloni aus Italien. In der zweiten Runde kämpfte er gegen Hassen Moussa aus Tunesien. Auch diesen Kampf verlor er. Insgesamt kam er auf Platz 13.
Sein Bruder Benjamin Waterhouse nahm ebenfalls als Judoka an Olympischen Spielen 2016 teil.